# Chi Dâm dương hoắc
Chi Dâm dương hoắc (danh pháp khoa học: Epimedium) là một chi thực vật thuộc Họ Hoàng mộc. Chi này có khoảng 64 loài. Phần lớn các loài là loài đặc hữu miền nam Trung Quốc, với một số loài phân bố xa tận châu Âu. Chi này có một số loài dâm dương hoắc có tính chất kích thích tình dục và được sử dụng làm thuốc.

## Các loài
Khoảng 64 loài, gồm:
- Epimedium acuminatum - dâm dương hoắc lông thô
- Epimedium alpinum - Loài điển hình của chi.
- Epimedium baiealiguizhouense
- Epimedium baojingensis
- Epimedium borealiguizhouense
- Epimedium brevicornu - dâm dương hoắc, dâm dương hoắc lá hình tim
- Epimedium campanulatum
- Epimedium davidii - dâm dương hoắc Bảo Hưng
- Epimedium dewuense
- Epimedium diphyllum
- Epimedium dolichostemon
- Epimedium ecalcaratum
- Epimedium elatum
- Epimedium elongatum - dâm dương hoắc Xuyên Tây
- Epimedium enshiense
- Epimedium epsteinii
- Epimedium fangii
- Epimedium fargesii
- Epimedium flavum
- Epimedium franchetii
- Epimedium glandulosopilosum
- Epimedium grandiflorum - dâm dương hoắc hoa to
- Epimedium hunanense - dâm dương hoắc Hồ Nam
- Epimedium ilicifolium
- Epimedium jinchengshanense
- Epimedium jingzhouense
- Epimedium koreanum - dâm dương hoắc Triều Tiên
- Epimedium latisepalum
- Epimedium leptorrhizum - dâm dương hoắc Kiềm Lĩnh
- Epimedium lishihchenii
- Epimedium lobophyllum
- Epimedium macrosepalum
- Epimedium mikinorii
- Epimedium muhuangense
- Epimedium multiflorum
- Epimedium myrianthum
- Epimedium ogisui

- Epimedium parvifolium
- Epimedium pauciflorum
- Epimedium perralderianum
- Epimedium pinnatum
- Epimedium platypetalum - dâm dương hoắc Mậu Vấn
- Epimedium pseudowushanense
- Epimedium pubescens - dâm dương hoắc lông mềm
- Epimedium pubigerum
- Epimedium pudingense
- Epimedium qingchengshanense
- Epimedium reticulatum
- Epimedium rhizomatosum
- Epimedium sagittatum - tam chi cửu diệp, dâm dương hoắc lá mác.
- Epimedium sempervirens
- Epimedium shennongjiaense
- Epimedium shuichengense
- Epimedium stearnii
- Epimedium stellulatum
- Epimedium sutchuenense - dâm dương hoắc Tứ Xuyên
- Epimedium tianmenshanense
- Epimedium trifoliolatobinatum
- Epimedium truncatum
- Epimedium wushanense - dâm dương hoắc Vu Sơn
- Epimedium xichangense
- Epimedium yinjiangense
- Epimedium zhaotongense
- Epimedium zhushanense

### Lai ghép
- Epimedium × cantabrigiense = E. alpinum × E. pubigerum
- Epimedium × omeiense = E. acuminatum × E. fangii
- Epimedium × perralchicum = E. perralderianum × E. pinnatum subsp. colchicum
- Epimedium × rubrum = E. alpinum × E. grandiflorum
- Epimedium × setosum = E. diphyllum × E. sempervirens var. rugosum
- Epimedium × versicolor = E. grandiflorum × E. pinnatum subsp. colchicum
- Epimedium × warleyense = E. alpinum × E. pinnatum subsp. colchicum
- Epimedium × youngianum = E. diphyllum × E. grandiflorum

## Tác dụng làm thuốc
Cây này có nhiều loài khác nhau đều được dùng làm thuốc. Có thể: Lấy kéo cắt hết gai chung quanh biên lá, cắt nhỏ như sợi tơ to, rây sạch mảnh vụn là dùng được. Hoặc dùng rễ và lá, cắt hết gai chung quanh rồi dùng mỡ dê, đun cho chảy ra, gạn sạch cặn, cho Dâm dương hoắc vào, sao qua cho mỡ hút hết vào lá, lấy ra ngay, để nguội là được. Hoặc rửa sạch, xắt nhỏ, phơi khô, sao qua. Có thể tẩm qua rượu rồi sao qua càng tốt.
Tác dụng:
- Lợi tiểu tiện, ích khí lực, cường chí (Bản Kinh).
- Kiện cân cốt, tiêu loa lịch (Danh Y Biệt Lục).
- Bổ yêu tất (bổ lưng, gối), cường tâm lực (làm mạnh tim) (Nhật Hoa Tử Bản Thảo).
- Bổ Thận hư, tráng dương (Y Học Nhập Môn).